# هدف وحشی
هدف وحشی (به انگلیسی: Wild Target) فیلمی محصول سال ۲۰۱۰ و به کارگردانی جاناتان لین است. در این فیلم بازیگرانی همچون بیل نای، امیلی بلانت، روپرت گرینت، آیلین اتکینز، مارتین فریمن، روپرت اورت، گرگور فیشر، جف بل ایفای نقش کرده‌اند.